# Filobasidium floriforme
Filobasidium floriforme är en svampart som beskrevs av Lindsay Shepherd Olive 1968. Filobasidium floriforme ingår i släktet Filobasidium och familjen Filobasidiaceae.   Inga underarter finns listade i Catalogue of Life.